# Stephen A. Schwarzman
Stephen Allen Schwarzman, född 14 februari 1947 i Philadelphia, är en amerikansk finansperson.
Stephan Schwartzman är son till Arline och Joseph Schwarzman. Hans far var butiksägare i Philadelphia och han växte upp i Huntingdon Valley nära Philadelphia.
Stephan Schwarzman studerade på Yale University med examen 1969 och på Harvard Business School med examen 1972. Efter Harvard började Schwarzman på Lehman Brothers, där han gjorde en snabb karriär och slutligen blev chef för Lehmans enhet för företagsfusioner och -köp. År 1985 grundade han Blackstone Group, en investmentbank och ett finansiellt rådgivningsföretag, tillsammans med den tidigare finansministern Pete Peterson.
År 2007, rankades Schwarzman som en av världens 100 mest inflytelserika personer av Time Magazine.
I april 2013 tillkännagav Schwarzman att han donerade 100 miljoner US Dollar för att etablera Schwartzman Scholars, ett omfattande stipendieprogram för magisterstudier på Tsinghuauniversitetet i Beijing i Kina med syfte att ge framtida eliter större kunskap om Kina.